# Polypedilum corniger
Polypedilum corniger är en tvåvingeart som beskrevs av James E. Sublette och Sasa 1994. Polypedilum corniger ingår i släktet Polypedilum och familjen fjädermyggor.
Artens utbredningsområde är Guatemala. Inga underarter finns listade i Catalogue of Life.